# Citroën C8
Citroën C8 – samochód osobowy typu minivan klasy średniej produkowany pod francuską marką Citroën w latach 2002–2014.

## Historia modelu

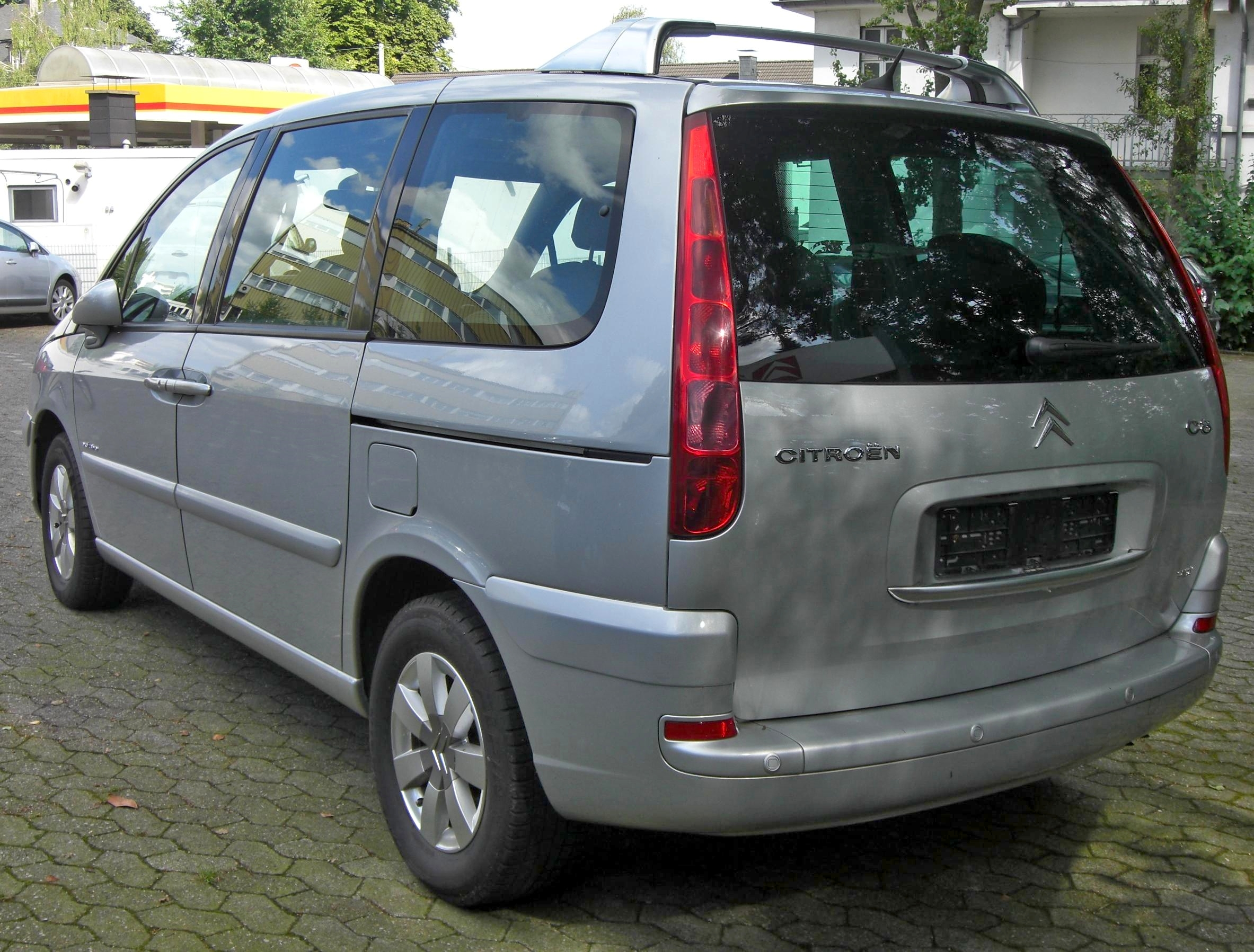
Citroën C8 - tył

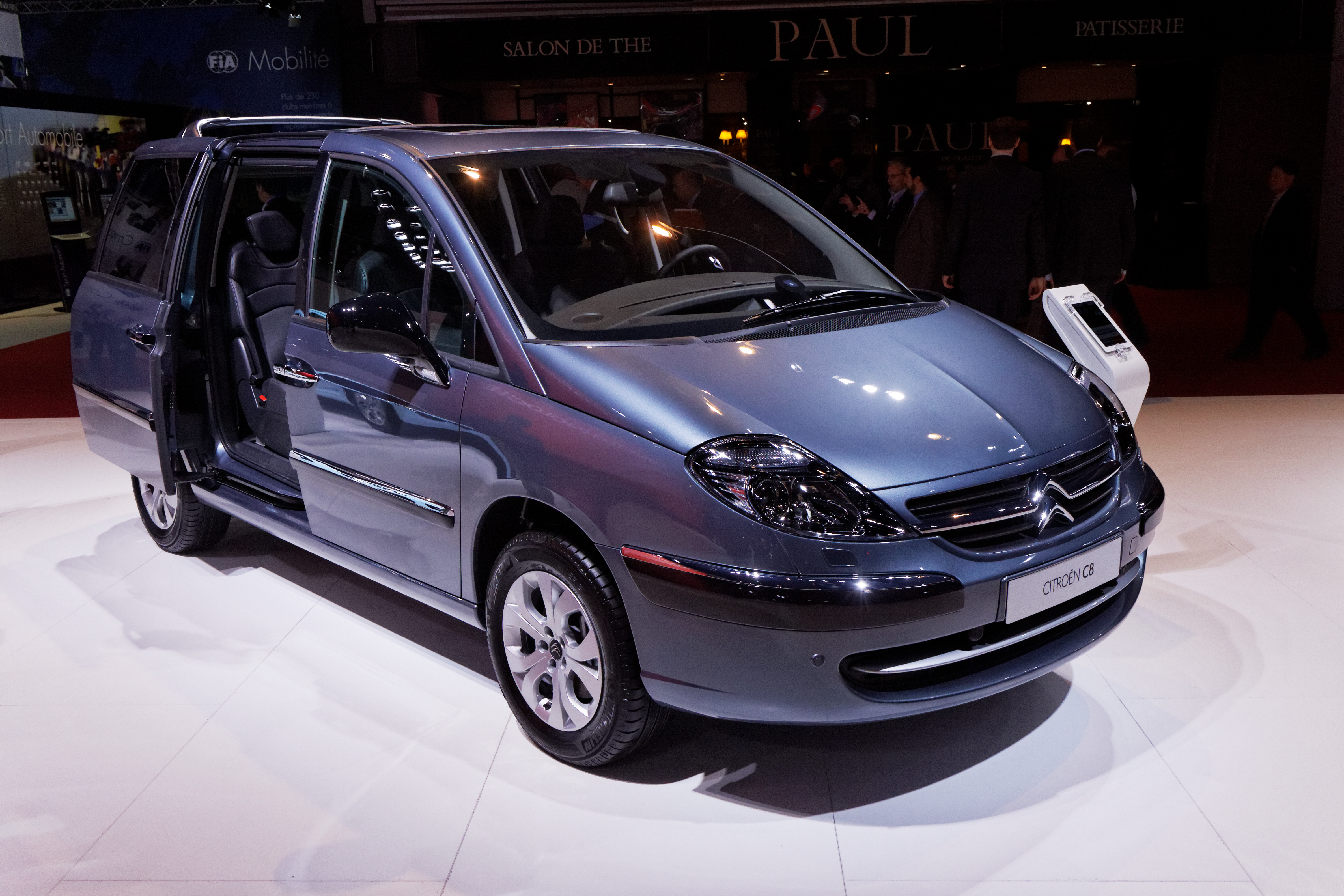
Citroën C8 po liftingu

Na rynkach europejskich Citroën C8 zadebiutował w połowie 2002 roku. Do podstawowego wyposażenia należy m.in. pełna elektryka (szyby, lusterka), poduszki powietrzne kierowcy, pasażera i boczne, ABS, ESP, klimatyzacja i komputer pokładowy.
Wewnątrz znajdują się indywidualne fotele dla każdego pasażera.

### Lifting
W 2008 roku zadebiutowała wersja po face liftingu. C8 po liftingu posiada powiększone logo z przodu i z tyłu pojazdu upodabniające go do pozostałych modeli Citroena. Dodano również nowy grill, chromowane elementy zewnętrzne takie jak listwy boczne czy klamki oraz przyciemniane tylne szyby w droższych wersjach. Wnętrze zostało odświeżone poprzez zastosowanie wzmocnionych materiałów, miękkiego w dotyku wykończenia i nowych wzorów tapicerki.
Samochód cieszył się umiarkowanym powodzeniem i wyprodukowano ogółem ponad 150 tysięcy sztuk C8.

### Wyposażenie
Wyposażenie wnętrza obejmuje szeroką gamę dodatków, m.in.:
- elektryka foteli, szyb i lusterek
- nawigacja satelitarna
- lodówka
- mnóstwo przydatnych schowków
- doskonały system audio-video
- elektrycznie otwierane drzwi boczne (przesuwne)

### Dane techniczne
- Silnik

| Silnik                     | Pojemność | Moc maksymalna                     | Maks. moment obrotowy     |
| -------------------------- | --------- | ---------------------------------- | ------------------------- |
| 2.0 16V                    | 1997 cm³  | 136 KM (100 kW) przy 6000 obr./min | 190 Nm przy 4100 obr./min |
| 2.0 16V                    | 1997 cm³  | 140 KM (103 kW) przy 6000 obr./min | 195 Nm przy 4000 obr./min |
| 2.2 16V                    | 2230 cm³  | 158 KM (116 kW) przy 5650 obr./min | 217 Nm przy 3900 obr./min |
| 3.0 V6                     | 2946 cm³  | 204 KM (150 kW) przy 6000 obr./min | 285 Nm przy 3750 obr./min |
| 2.0 HDi 110 FAP (RHM) Aut. | 1997 cm³  | 107 KM (79kW) przy 4000 obr./min   | 250 Nm przy 1750 obr./min |
| 2.0 HDi 110 FAP (RHT)      | 1997 cm³  | 107 KM (79kW) przy 4000 obr./min   | 270 Nm przy 1750 obr./min |
| 2.0 HDi 110 (RHW)          | 1997 cm³  | 109 KM (80 kW) przy 4000 obr./min  | 270 Nm przy 1750 obr./min |
| 2.0 HDi 120                | 1997 cm³  | 120 KM (88 kW) przy 4000 obr./min  | 290 Nm przy 2000 obr./min |
| 2.0 HDi 135 FAP            | 1997 cm³  | 136 KM (100 kW) przy 4000 obr./min | 320 Nm przy 2000 obr./min |
| 2.0 HDi 165 FAP            | 1997 cm³  | 163 KM (120 kW) przy 3750 obr./min | 340 Nm przy 2000 obr./min |
| 2.2 HDi 130 FAP            | 2179 cm³  | 128 KM (94 kW) przy 4000 obr./min  | 314 Nm przy 2000 obr./min |
| 2.2 HDi 170 FAP Biturbo    | 2179 cm³  | 170 KM (125 kW) przy 4000 obr./min | 370 Nm przy 1500 obr./min |

- Podwozie
  - Zawieszenie przednie: wahacz poprzeczny, amortyzator teleskopowy i stabilizator poprzeczny
  - Zawieszenie tylne: oś sztywna, sprężyna śrubowa i stabilizator poprzeczny
  - Hamulce przód/tył: tarczowe wentylowane/tarczowe
  - ABS i ASR
- Wymiary i masy
  - Rozstaw osi: 2823 mm
  - Rozstaw kół przód/tył: 1570/1548 mm
  - Masa własna: 1610-1818 kg
  - DMC: 2300-2505 kg
  - Pojemność bagażnika: 324/2948 l
  - Pojemność zbiornika paliwa: 80 l
- Osiągi

| Silnik                  | Przyśpieszenie od 0 do 100 km/h | Prędkość maksymalna | Średnie zużycie paliwa na 100 km |
| ----------------------- | ------------------------------- | ------------------- | -------------------------------- |
| 2.0 16V                 | 12,2 s                          | 185 km/h            | 9,1 l                            |
| 2.0 16V                 | 11,2 s                          | 188 km/h            | 9,0 l                            |
| 2.2 16V                 | 11,6 s                          | 196 km/h            | 9,7 l                            |
| 3.0 V6                  | 11,0 s                          | 205 km/h            | 11,5 l                           |
| 2.0 HDi 110 FAP         | 14,6 s                          | 174 km/h            | 7,2 l                            |
| 2.0 HDi 120 FAP         | 13,4 s                          | 179 km/h            | 7,2 l                            |
| 2.0 HDi 135 FAP         | 12,5 s                          | 190 km/h            | 7,1 l                            |
| 2.0 HDi 165 FAP         | 11,2 s                          | 200 km/h            | 5,9 l                            |
| 2.2 HDi 130 FAP         | 12,6 s                          | 182 km/h            | 7,4 l                            |
| 2.2 HDi 170 FAP Biturbo | 10,8 s                          | 200 km/h            | 7,2 l                            |